# Guan (cognom)
Guan pot referir-se igualment a dos noms familiars xinesos (ambdós renderitzats en cantonès com Kwoan, o també en anglès com Kuan, Kwan, Quan, o Quon). Els dos nom són els següents:

## Guan (關/关)
Guan (xinès: 關/关, pinyin: guān, Wade-Giles: kuan1, literalment 'shut; close; barrera') és pronunciat i transliterat en una varietat de formes. En xinès mandarí és Hanyu Pinyin: Guan, Wade-Giles: Kuan. En cantonès és Kwan. La versió corresponent vietnamita ésQuan.
Persones prominents anomenades Guān inclouen:
- Guan Yu (關羽, m. 219 EC), general militar de Shu Han durant l'era dels Tres Regnes
- Guan Ping (關平), fill de Guan Yu, també un general de Shu Han
- Guan Xing (關興), fill de Guan Yu i germà menor de Guan Ping, també un general de Shu Han.
- Guan Hanqing (關漢卿, c. 1241–1320), dramaturg
- Nancy Kwan (關家蒨, n. 1939), actriu xinesa-estatunidenca
- Jade Kwan (關心妍, n. 1979), cantant cantopop
- Michelle Kwan (關穎珊, n. 1980), figura skater de competició xinesa-estatunidenca
- Stanley Kwan (關錦鵬, n. 1957), director i productor de Hong Kong
- Kelvin Kwan (關楚耀, n. 1983), cantant cantopop
- Kwan Tak-hing (關德興 1905-1996), actor de Hong Kong famós per interpretar el paper de Wong Fei-hung en nombroses pel·lícules

## Guan (管)
Guan (xinès: 管, pinyin: guǎn, Wade-Giles: kuan3, literalment 'pipe/tube/duct; instrument de vent; to manage/control'), La versió corresponent vietnamita és Quản, i la variació anglesa Quan.
Persones prominents anomenades Guǎn inclouen:
- Guan Shu (管叔), el primer governant de l'Estat de Guan i el progenitor del cognom Guan
- Guan Zhong (管仲, ? – 645 aEC), filòsof legalista i polític
- Guan Pinghu, (管平湖, 1897–1967), músic guqin xinès

## Guan (官)
- Clan de l'estat de Jin
- Càrrec públic (官職) de la Dinastia Zhou
- Algunes persones Guan(官) en l'era de la Dinastia Zhou
- Alguns xinesos canviats al cognom Guan(官)
- Algun grup ètnic a la Xina